# Прієро
Прієро (італ. Priero, п'єм. Prié) — муніципалітет в Італії, у регіоні П'ємонт,  провінція Кунео.
Прієро розташоване на відстані близько 450 км на північний захід від Рима, 85 км на південний схід від Турина, 45 км на схід від Кунео.
Населення — 518 осіб (2014).

## Демографія
Населення за роками:

Станом на 1 січня 2023 року в муніципалітеті офіційно проживало 58 іноземців з 14 країн, серед них 5 громадян країн Євросоюзу та 1 громадянин України.

## Сусідні муніципалітети
- Кастельнуово-ді-Чева
- Чева
- Монтецемоло
- Муріальдо
- Перло
- Сале-делле-Ланге